# Novokatoșciîne, Tomakivka
Novokatoșciîne (în ucraineană Новокатьощине) este un sat în comuna Mîhailivka din raionul Tomakivka, regiunea Dnipropetrovsk, Ucraina.

## Demografie
Componența lingvistică a localității Novokatoșciîne
     Ucraineană (78,79%)
     Rusă (16,36%)
     Maghiară (4,24%)
     Alte limbi (0,61%)
Conform recensământului din 2001, majoritatea populației localității Novokatoșciîne era vorbitoare de ucraineană (78,79%), existând în minoritate și vorbitori de rusă (16,36%) și maghiară (4,24%).